# Station Woźniki
Station Woźniki is een spoorwegstation in de Poolse plaats Woźniki.